# آي باد أو إس 16
آي باد أو إس 16 (بالإنجليزية: iPadOS 16)‏ هو الإصدار الرابع من نظام التشغيل آي باد أو إس الذي طوَّرته شركة آبل لأجهزة آي باد من أجهزة الكمبيوتر اللوحية . تم الإعلان عنهُ كجهاز آي باد أو إس 15، في مؤتمر آبل العالمي للمطورين (WWDC) مع آي أو إس 16، أما النُسَخ المدعومة فهي آي باد برو (جميع الطرازات)، آي باد إير (مِن الجيل الثالث فما أحدث)، آي باد (مِن إصدار الجيل الخامس فما أعلاهُ)، آي باد ميني (مِن الجيل الخامس والإصدارات الأحدث).

## الإصدار
أُعلن عنهُ لأُوَّل مَرَّة في يونيو 2022 وهو يعمل هذا على أجهزة آي باد التي تعمل بواسطة مجموعة شرائح M1 من آبل فقط، وأُعلن بأنَّهُ ينظم التطبيقات والنوافذ تلقائيًا. يتيح وأُعلن عن إنشاء نوافذ متداخلة بأحجام مختلفة في عرضٍ واحد، وسحب النوافذ وإفلاتها من الجانب، أو فتح التطبيقات لإنشاء مجموعات من التطبيقات للقيام بمهام مُتعدِّدة بشكلٍ أسرع عند الحاجة.
أُصْدِرَ الإصدار الأول من النظام لأجهزة الآيباد، والذي يُسمَّى «16.1 iPadOS»، يوم الاثنين (24 أكتوبر 2022)، مع مزايا شبيهةً لـآي أو إس 16 بما في ذلك تحرير الرسائل المرسلة ومفاتيح المرور، كما يَتضمَّن ميزات جديدة موجَّهة لأجهزة آيباد فقط ولا توجد على أجهزة آيفون.

### الدَّعم
بحسب مجلَّة وايرد:
- آي باد (بالإنجليزية: iPad)‏: الجيل الخامس وما فوق.
- آي باد ميني (بالإنجليزية: iPad Mini)‏: الجيل الخامس وما فوق.
- آي باد إير (بالإنجليزية: iPad Air)‏: الجيل الثالث وما فوق
- آي باد برو (بالإنجليزية: iPad Pro)‏: أجهزة ذات مقاس 9.7 إنش و 10.5 إنش.
- آي باد برو (بالإنجليزية: iPad Pro)‏ مقاس 11 إنش: الجيل الأول وما فوق.
- آي باد برو (بالإنجليزية: iPad Pro)‏ مقاس 12.9 إنش: الجيل الأول وما فوق.

## المُميزات
ووفقًا لآبل، فإنَّ «نظام التشغيل يَتضمَّن ميزات جديدة تجعل من آي باد برو أداةً جَيِّدة». مِن أهم المِيزات هي مِيزة الوضع المرجعي (بالإنجليزية: Reference Mode)‏ وتُمكِّن لجهاز آي باد برو ذو مقاس 12.9 بوصة، والذي يجب أن يكون مُزوَّد بشاشة «Liquid Retina XDR» لمُطابَقَة متطلبات الألوان أثناء العمل، مثل: المُراجَعة، والموافقة (تأكيد)، وتدرج الألوان والتركيب، حيث تعد الألوان الدقيقة وجودة الصورة المتناسقة أمرًا مُهمًا بالنسبة لبعض المُستخدمين.

## وصلات خارجية
- الموقع الرسمي